# Gangwon Football Club
Maillots
Actualités
Le Gangwon Football Club (en hangul: 강원 프로축구단, et en hanja : 江原 FC), plus couramment abrégé en Gangwon FC, est un club sud-coréen de football fondé en 2008 et basé dans la ville de Chuncheon,.
Évoluant en K-League, la première division sud-coréenne, dont il est devenu le 15e club pour la saison 2009.

## Histoire

### Historique
- 2008 : création du club de Gangwon FC à Gangwon et participation à la K-League

- 15 : le club se déplace dans la ville de Chuncheon.

## Joueurs

### En prêt
| N° | Nat.                       | Poste | Nom du joueur                                           |
| -- | -------------------------- | ----- | ------------------------------------------------------- |
|    | Drapeau de la Corée du Sud | D     | Song Jun-seok (to Gimpo FC)                             |
|    | Drapeau de la Corée du Sud | M     | Kim Dong-hyun (to Gimcheon Sangmu for military service) |

| No. | Nat.                       | Position | Nom du joueur                          |
| --- | -------------------------- | -------- | -------------------------------------- |
|     | Drapeau de la Corée du Sud | A        | Park Gyeong-bae (to Gangneung Citizen) |

### Capitaines
| Saison  | Capitaine       |
| ------- | --------------- |
| 2009    | Lee Eul-yong    |
| 2010–11 | Chung Kyung-ho  |
| 2011    | Seo Dong-hyeon  |
| 2011    | Lee Eul-yong    |
| 2012    | Kim Eun-jung    |
| 2013    | Chun Jae-ho     |
| 2014    | Kim Oh-gyu      |
| 2015    | Hwang Kyo-chung |
| 2016–17 | Baek Jong-hwan  |

## Sponsors et équipementiers

### Équipementiers
- Depuis 2008 : Nike